# Roberto Gaa
Roberto Orendain Gaa (ur. 4 października 1962 w Manili) – filipiński duchowny katolicki, biskup Novaliches od 2019.

## Życiorys

### Prezbiterat
Święcenia kapłańskie otrzymał 23 września 2000 i został inkardynowany do archidiecezji Manili. Po kilkuletnim stażu duszpasterskim i studiach w Rzymie został ojcem duchownym archidiecezjalnego seminarium, a w 2008 objął stanowisko jego rektora.

### Episkopat
6 czerwca 2019 papież Franciszek  mianował go biskupem ordynariuszem diecezji Novaliches. Sakry udzielił mu 22 sierpnia 2019 kardynał Luis Antonio Tagle.